# Popperöder Brunnenhaus

Das Popperöder Brunnenhaus im 19. Jahrhundert (Ausschnitt aus einer zeitgenössischen Postkarte)

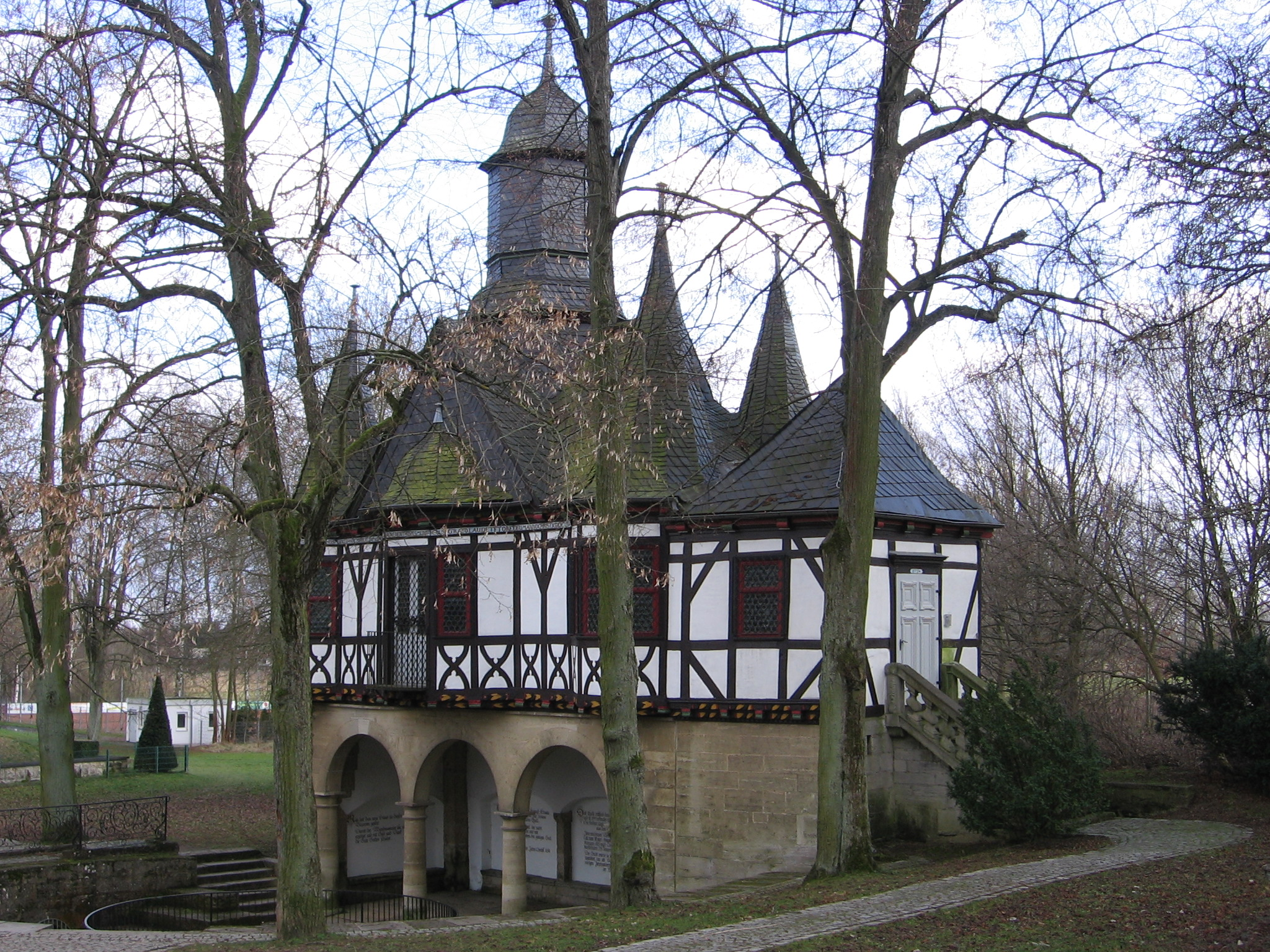
Das Popperöder Brunnenhaus

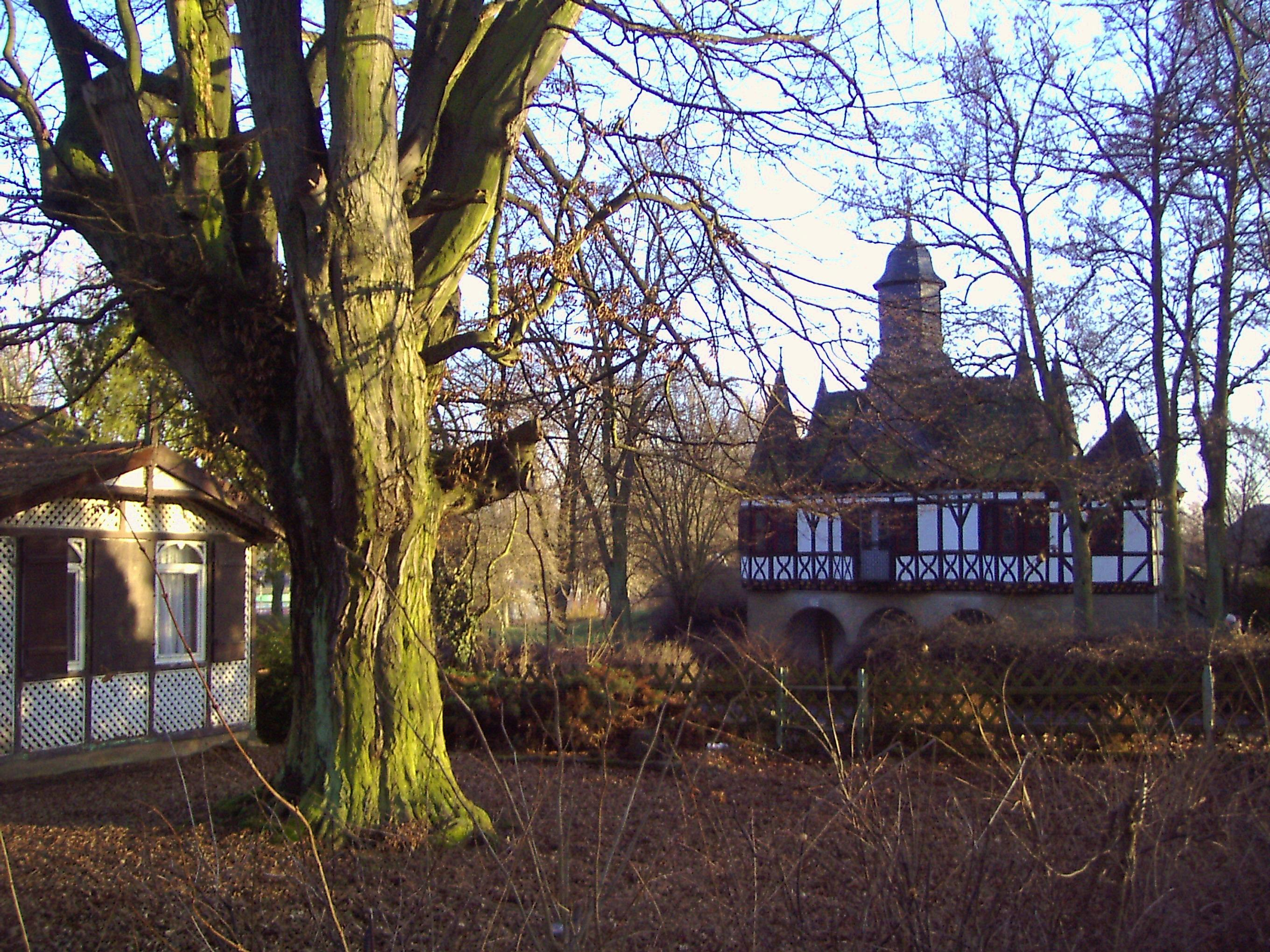
Brunnenhaus an der Popperöder Quelle mit alter Hainbuche

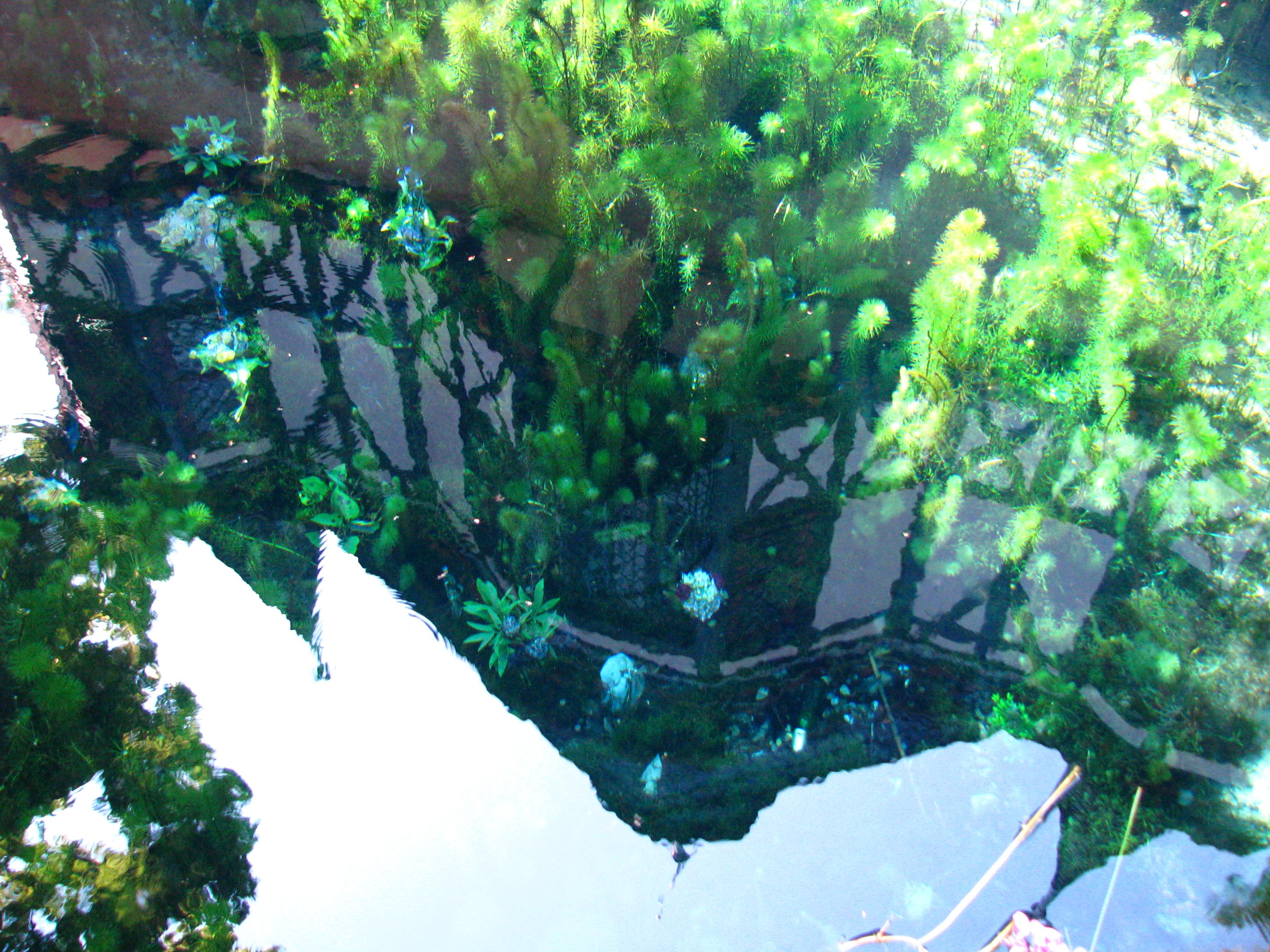
Spiegelbild des Popperöder Brunnenhauses in der Quelle und Tannenwedelvorkommen

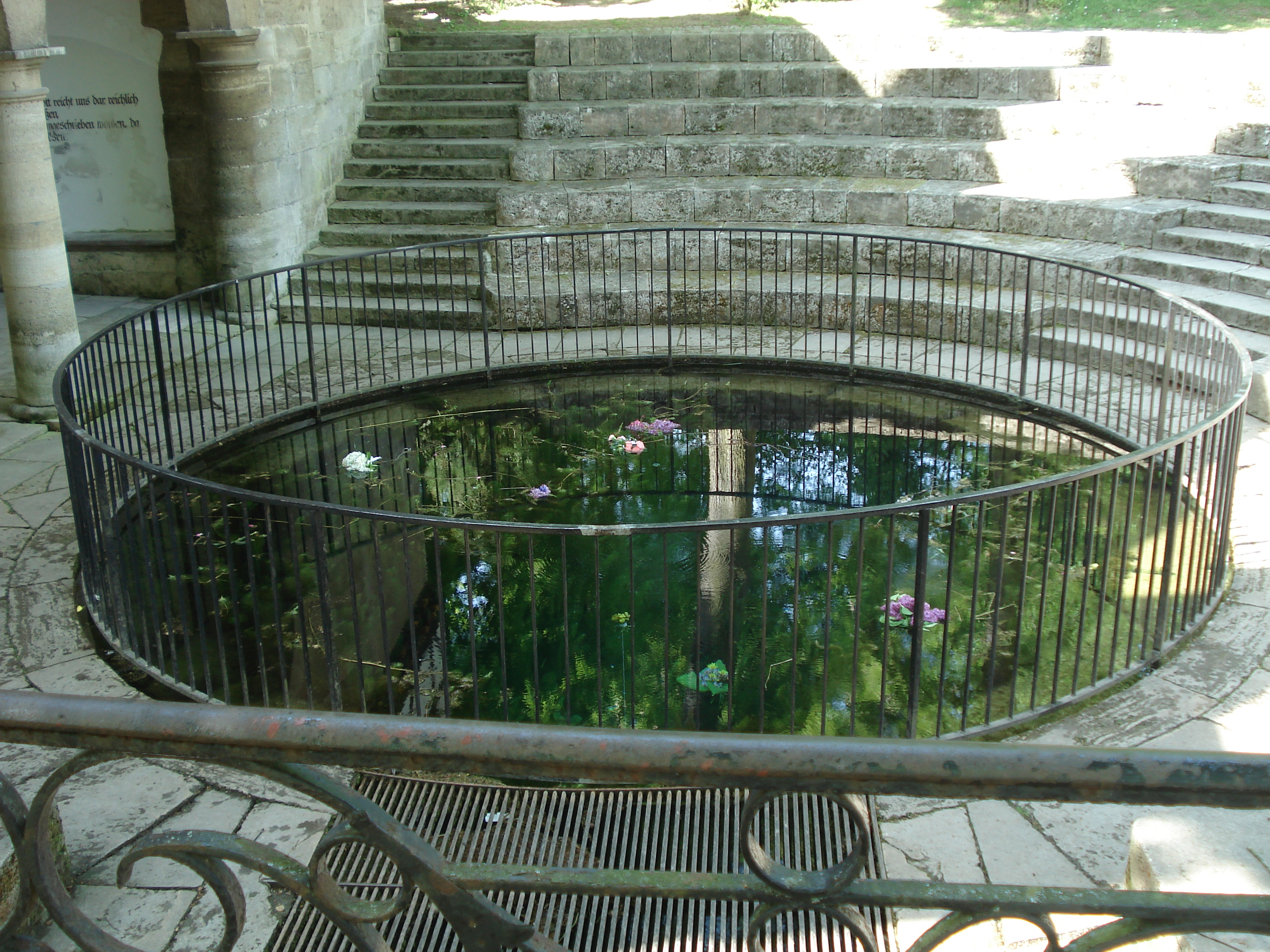
Die Popperöder Quelle

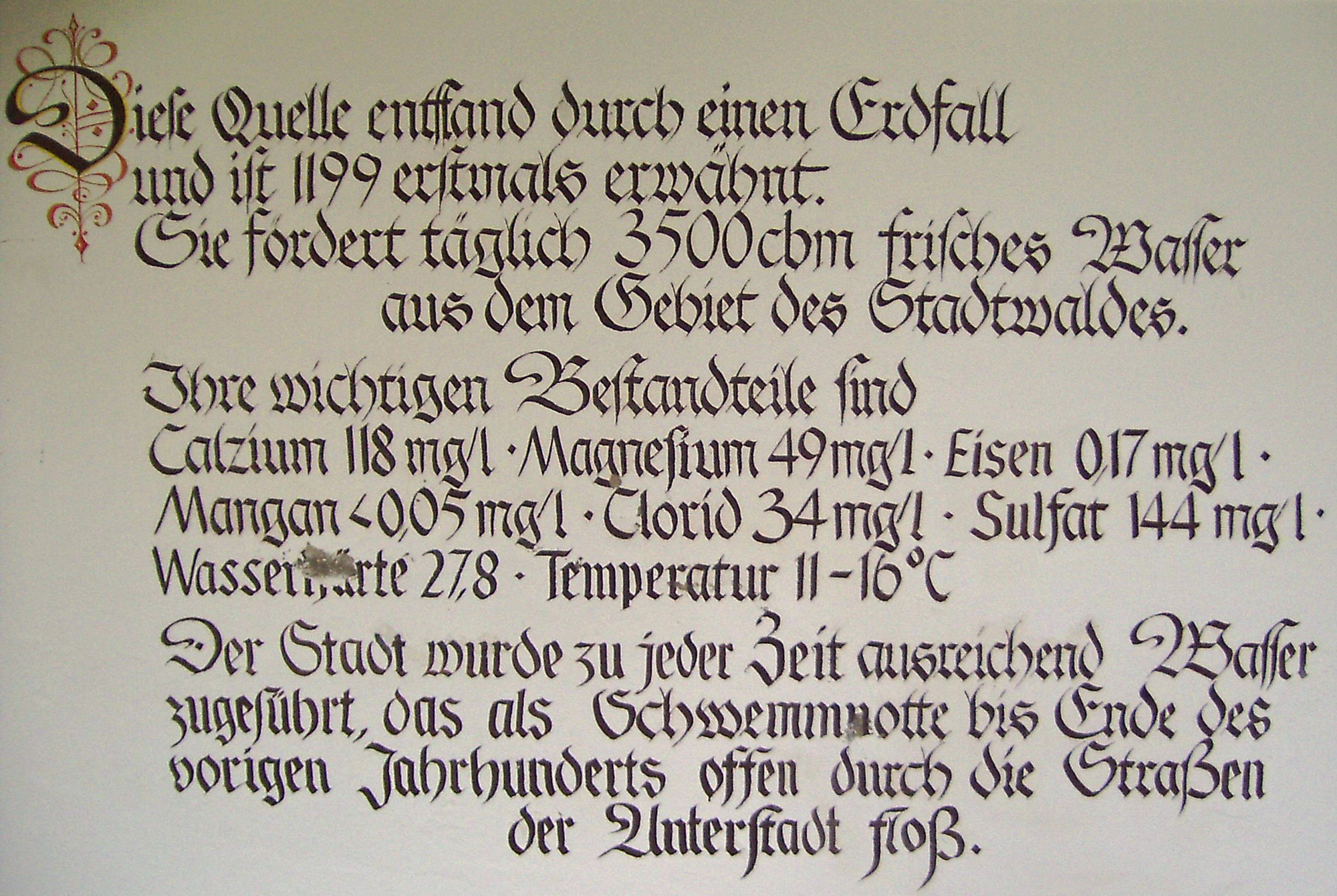
Schriftzug im Popperöder Brunnenhäuschen

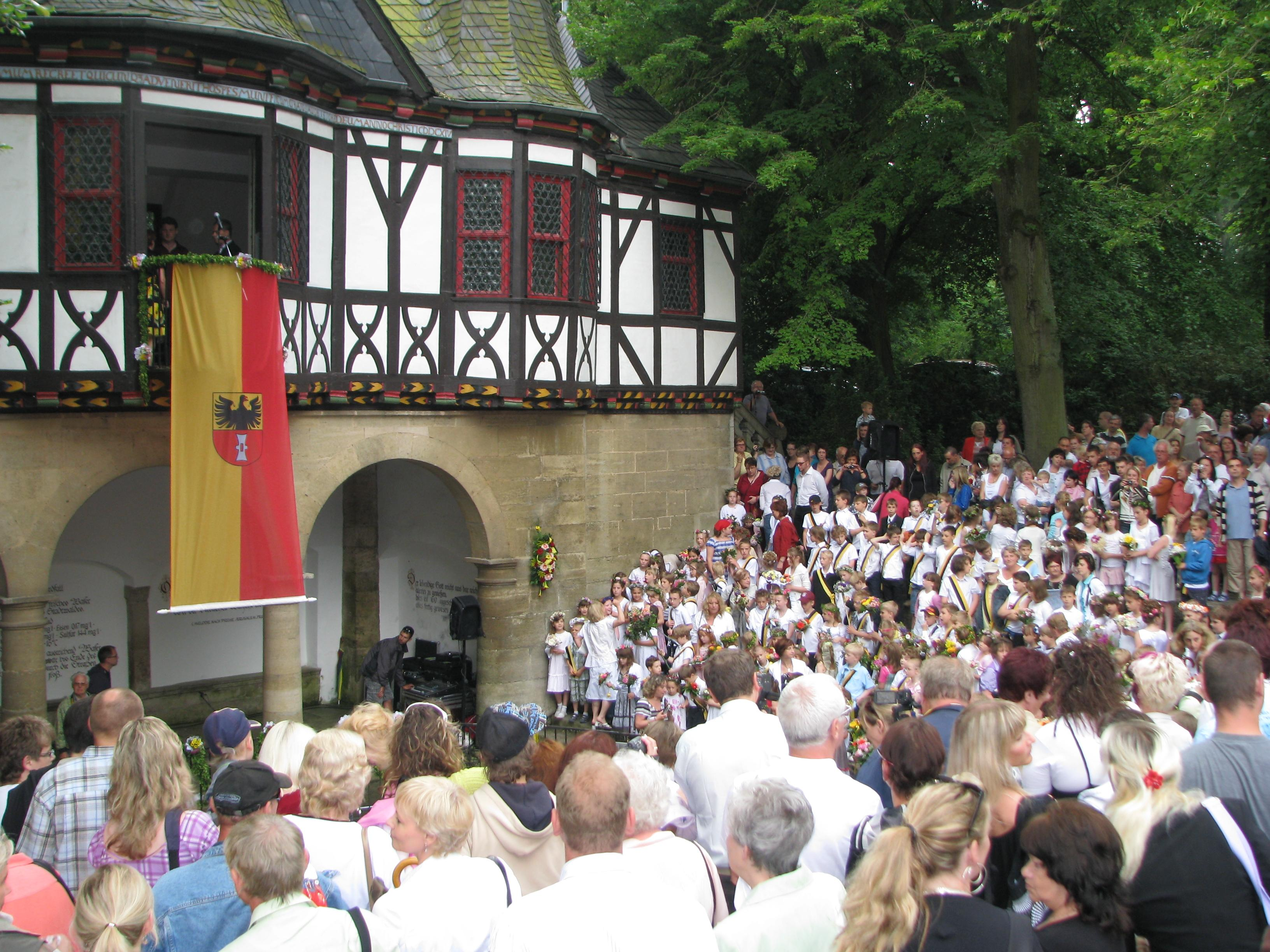
Brunnenfest 2010 an der Popperöder Quelle

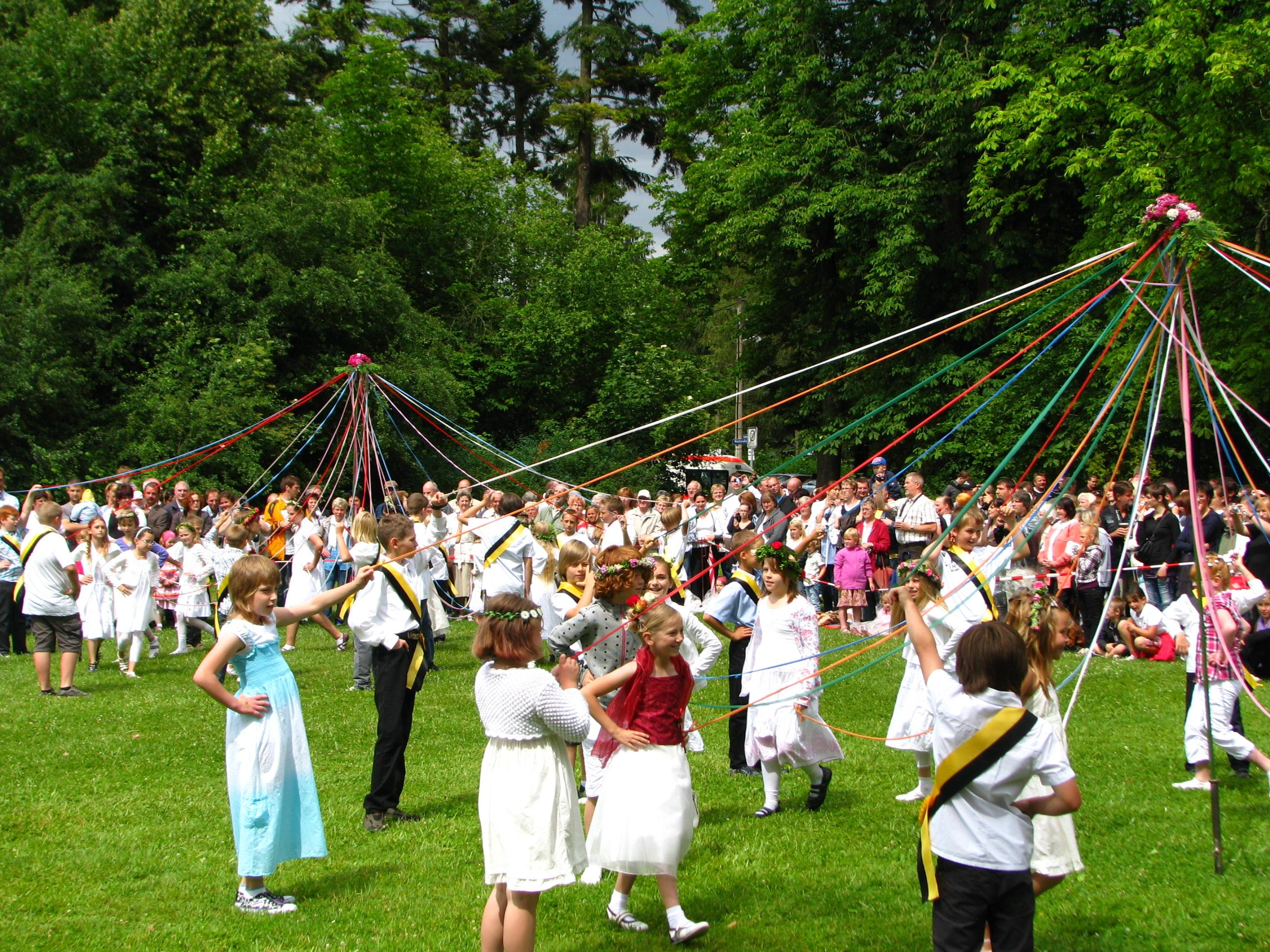
Traditioneller Bändertanz beim Brunnenfest 2011

Das Popperöder Brunnenhaus ist ein bedeutendes Bau- und Kulturdenkmal der Stadt Mühlhausen in Thüringen. Die Gesamtanlage besteht aus der Brunnenfassung der Popperöder Quelle, dem 1614 erbauten Brunnenhaus sowie einer Einfriedung. Zudem befinden sich im Umfeld der Anlage weitere Quellen (Grundsloch und Brunnen V), die bis heute für die Wasserversorgung der Stadt genutzt werden.

## Lage
Das Popperöder Brunnenhaus befindet sich etwa vier Kilometer westlich vom Stadtzentrum, am Ort der Wüstung Popperode, nahe dem Mühlhäuser Naherholungsgebiet Schwanenteich. Die natürliche Quelle befindet sich in einer Höhe von 227,6 m ü. NN.

## Geschichte
Nach einer Mühlhäuser Überlieferung entstand die Popperöder Quelle um das Jahr 1199, als Folge eines Erdbebens am Rande des ehemaligen Dorfes Poppenrode. Es bildete sich ein Erdfall, der sich rasch mit Wasser füllte und als natürliche Quelle genutzt werden konnte. Die Karstquelle ist der Ursprung des nach Mühlhausen abfließenden Popperöder Baches, der für die benachbarte Stadt von großer wirtschaftlicher Bedeutung war, da er den Betrieb mehrerer Wassermühlen ermöglichte. Das Dorf Poppenrode wurde ab 1552 als Wüstung bezeichnet.
Seit 1605 lässt sich in Mühlhausen das Brunnenfest nachweisen. Die Mühlhäuser Ratsherren und Bürgermeister Gregor Fleischhauer und Conrad Ebenau fassten den Beschluss, die Quelle mit einer steinernen Einfassung zu versehen und daneben ein Brunnenhaus für Feste zu errichten. Die erforderlichen Bauarbeiten wurden 1614 vom Mühlhäuser Baumeister Hans Rinke und dem Zimmermeister Matthes Lauberbach übernommen.
Auf dem Heimzug von Münster nach Schweden kam im Juli 1649 der schwedische Erbprinz Karl X. Gustav mit seiner Armee durch das Mühlhäuser Gebiet und aß im Popperöder Brunnenhaus mit seinen hohen Offizieren und Mühlhäuser Ratsherren zu Mittag.
Zwischen 1898 und 1969 befand sich am Brunnenhaus eine Haltestelle der Mühlhäuser Straßenbahn. Das Gebäude wurde immer wieder saniert und ausgebessert. Der jetzige Zustand stammt vom Kasseler Architekten Hugo Schneider. Nach einer umfassenden baulichen Sanierung Anfang der 1970er Jahre nutzte das Mühlhäuser Museum das Gebäude seit 1975 im Obergeschoss als Ausstellungsraum. Zudem fanden hier das Brunnenfest und andere Veranstaltungen statt.
Eine letzte Generalsanierung wurde in den Jahren 1991 bis 1994 vorgenommen. Hierbei wurden auch die Mauern der Einfriedung und die Quellfassung saniert.
Im Ruhlaer Freizeitpark Mini-a-thür befindet sich inzwischen auch ein maßstäblich verkleinertes Modell des Brunnenhauses.

## Baubeschreibung

### Brunnenhaus
Das Bauwerk ist ein massiver Steinbau im Erdgeschoss, mit Fachwerkobergeschoss und einer in Altdeutscher Schieferdeckung gestalteten Dachfläche mit fünf Ziertürmchen. Das Gebäude weist auf der zur Brunnenfassung zugeneigten Seite eine laubenartige Vorhalle mit zwei toskanischen Säulen auf. Sie wird auch als Arkadenhalle bezeichnet.
Das Fachwerkobergeschoss ist mit geschweiften Andreaskreuzen geschmückt. In den Erkern wurden die Fenster eingefügt.

### Quellfassung
Die ursprüngliche Quellfassung wurde bereits beim Bau des Brunnenhauses angelegt. Die Gründung erfolgte auf einem Rost aus Eichenholzpfählen. Um die im Zentrum befindliche, kreisrund gestaltete Wasserfläche wurden aus heimischem Travertinstein gefertigte Stufen angeordnet. Ein eisernes Schutzgitter umschließt und sichert die Wasserfläche.

## Daten der Quelle
Im Brunnenhaus befindet sich eine Tafel mit den hydrologischen Daten der Quelle. Die tägliche Schüttung beträgt etwa 3.500 Kubikmeter Trinkwasser (40,5 l/s) der Härte 27,8 °dH. Die Wassertemperatur schwankt zwischen 11 und 16 °C. In der 3,8 m tiefen Popperöder Quelle findet sich auch ein beständiges Vorkommen des Gemeinen Tannenwedels (Hippuris vulgaris), eines in Thüringen seltenen und stark gefährdeten Tannenwedelgewächses.
Die mineralische Zusammensetzung des Quellwassers wurde analysiert, in einem Liter befinden sich in Lösung:
- 118 mg Calcium
- 49 mg Magnesium
- 0,17 mg Eisen
- < 0,05 mg Mangan
- 144 mg Sulfat
- 34 mg Chlorid

## Nutzung
Das Brunnenhaus ist eine der bedeutendsten Sehenswürdigkeiten Mühlhausens, viel besuchtes Ausflugsziel und ein Standort der Mühlhäuser Museen. Die Ausstellung zur Popperöder Quelle ist jedoch nur während Trauungszeremonien und am Tag des Brunnenfestes für eine eingeschränkte Öffentlichkeit zugänglich.
Zur Ehrung der Popperöder Quelle findet alljährlich das traditionelle Brunnenfest statt. Es wird im Wechsel von Mühlhäuser Grundschulen ausgerichtet. Das Fest findet zu Beginn des Sommers statt und beginnt mit farbenfrohem Umzug von der jeweiligen Schule zum Brunnenhaus. Dort finden die traditionellen Brunnenfesttänze statt. Die Quelle wird zur Ehrung mit Blumen geschmückt. Die Sträuße werden jeweils mit Steinen beschwert und im mehrere Meter tiefen Brunnen versenkt.
Auch bei der Popperöder Quelle ist der Brauch üblich, sich durch Münzopfer Wünsche zu erfüllen. Trotz jährlicher Brunnensäuberung durch Spezialsauger finden sich daher im Brunnensediment immer noch große Mengen an Münzen. Darunter viele aus Aluminium, die aus der DDR-Zeit stammen.
Das Popperöder Brunnenhaus dient zahlreichen Hochzeitspaaren als Fotokulisse. Tradition haben auch das Brunnensingen der Frohen Sänger, "Jazz an der Quelle" mit den Mühlhäuser Kulturbund-Swingers, der "Akustikabend an der Popperöder Quelle", organisiert vom Mühlhäuser COOLtur e.V., und das von dem Mühlhäuser Gospelchor GospelSounds organisierte "Gospel-Openair".